# HD Radio
HD Radio is een digitale techniek die het mogelijk maakt digitaal radio uit te zenden op de FM-band (87,50 – 108,00 MHz) en de AM-band. Ibiquity, de eigenaar van HD Radio, heeft uit marketingoverwegingen de naam 'HD Radio' gebruikt, om een relatie met HD TV te suggereren. Volgens de website van iBiquity hebben de letters "H" en "D" in HD Radio geen betekenis maar vormen zij een deel van de merknaam.

## Geschiedenis
HD-Radio (IBOC) is in de Verenigde Staten ontwikkeld. Men zocht een vervanging van de huidige analoge radio. Een andere techniek, DAB ( Digital Audio Broadcasting) wilde men niet gebruiken. Het nadeel van DAB zou zijn dat meerdere services moeten worden opgenomen in een ensemble, iets dat niet paste in het Amerikaanse broadcast model. HD Radio maakt, evenals DAB+ gebruik van een AAC+ (MP4)-decoder.